# Étoile binaire
Pour les articles homonymes, voir étoile (homonymie).
Ne doit pas être confondu avec Étoile double ou Étoile multiple.

Étoile binaire à éclipses.
En dessous : variation de la luminosité perçue.

En astronomie, une étoile binaire ou binaire, appelée aussi système (stellaire) binaire ou  étoile double physique, est un type de système binaire composée de deux étoiles orbitant autour d'un centre de gravité commun.
Le terme « étoile binaire » a apparemment été inventé par William Herschel en 1802 pour indiquer « une vraie étoile double — l'union de deux étoiles qui sont formées ensemble dans un système par les lois de la gravitation ». Au XXIe siècle, des étoiles binaires sont classées en différents types selon leurs propriétés observables : binaire visuelle, binaire astrométrique, binaire spectroscopique et binaire à éclipses. Les étoiles peuvent appartenir à plusieurs de ces catégories, par exemple plusieurs binaires spectroscopiques sont également des binaires à éclipses. Une autre classification en trois catégories est basée sur la distance des étoiles : les binaires détachées, les binaires semi-détachées et les binaires à contact. Dans ce cas, il arrive souvent que les étoiles binaires soient des étoiles variables.
Pendant longtemps les astronomes ont considéré qu'environ la moitié des étoiles appartenaient à des systèmes binaires ou triples. Depuis, la recherche indique que la situation n'est pas si simple. La fraction d'étoiles binaires en fonction du temps peut effectivement varier, puisque certains phénomènes comme les supernovae peuvent détacher une étoile de son compagnon. De plus, il n'est pas clair non plus si la fraction de binaire originelle, lors de la formation des étoiles, est universelle ou non, et si elle est la même pour les étoiles de toute masse initiale.

## Terminologie

Orbite d'une étoile binaire.

L'expression d'étoile binaire a été utilisée la première fois par William Herschel en 1802 pour désigner, dans sa propre définition, « une véritable étoile double — l'union de deux étoiles qui sont formées ensemble dans un système par les lois de l'attraction universelle ». N'importe quelles étoiles très proches peuvent apparaître comme étant des étoiles binaires, le cas le plus connu étant celui de Mizar et Alcor dans la Grande Ourse. Il est toutefois possible qu'une double étoile ne soit qu'en apparence un système binaire : les deux étoiles peuvent en réalité être très largement séparées dans l'espace, mais apparaître dans la même direction du point de vue de la Terre. Ces fausses binaires sont dénommées « couples optiques », ou « paires optiques ». Avec l'invention du télescope, de nombreuses paires de ce type furent trouvées. En 1780, Herschel mesura la séparation et les orientations de près de 700 paires qui étaient des systèmes binaires, puis montra après deux décennies d'observation que près de 50 d'entre elles avaient changé d'orientation.
Une véritable binaire est une paire d'étoiles liées entre elles par la gravité. Quand elles peuvent être distinguées avec un télescope suffisamment puissant (ou si nécessaire, à l'aide de méthodes d'interférométrie), elles sont connues sous le nom de binaires visuelles. Dans d'autres cas, la seule indication est l'effet Doppler-Fizeau de la lumière émise. De tels systèmes, connus sous le nom de binaires spectroscopiques, sont des paires relativement proches d'étoiles avec une période d'orbite commune, où les raies spectrales de la lumière de chacune sont déviées vers le bleu quand elles s'approchent, puis vers le rouge, quand elles s'éloignent de nous, pendant leur mouvement autour de leur centre de gravité commun. Si le plan orbital est proche de notre point de vue, les deux étoiles s'occultent partiellement ou totalement de façon régulière, et le système est appelé binaire à éclipses, Beta Persei en étant un bon exemple.

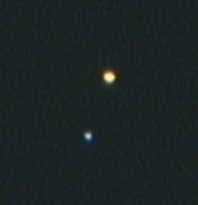
Représentation du système binaire Albireo.

Les étoiles binaires qui sont à la fois des binaires visuelles et des binaires spectroscopiques sont rares, mais elles sont aussi une source précieuse d'information (la masse des composantes). Les étoiles binaires visuelles sont en fait souvent très séparées, avec des périodes mesurées en décennies voire en siècles ; elles ont donc en général des vitesses orbitales trop petites pour être mesurées spectroscopiquement. Inversement, les étoiles binaires spectroscopiques se déplacent rapidement sur leur orbite parce qu'elles sont proches l'une de l'autre : en général trop proches pour être détectées comme binaires visuelles. Les seules binaires spectroscopiques pouvant apparaitre aussi comme des binaires visuelles sont donc celles qui sont proches de la Terre.
Les astronomes ont découvert que certaines étoiles semblent orbiter autour d'un espace vide. Les binaires astrométriques sont des étoiles relativement proches qui peuvent être vues en train d'osciller autour d'un point, sans compagnon visible. Avec certaines binaires spectroscopiques, il y a seulement une série de lignes allant en avant et en arrière. Les mathématiques utilisées pour les binaires visuelles peuvent dans ce cas être appliquées pour déduire la masse du compagnon invisible. Le compagnon devrait être très faible, pour être masqué par l'éclat de l'autre étoile, ou il pourrait être un objet qui émet peu ou pas de radiations électromagnétiques, par exemple une étoile à neutrons. Dans certains exemples, il y a de nombreuses preuves que le compagnon invisible est un trou noir, un corps avec une gravité telle que même la lumière ne peut s'en échapper. Ce genre de binaires est connu sous le nom de binaires X à forte masse. Le meilleur exemple connu est Cygnus X-1, où la masse du compagnon invisible est probablement 9 fois celle du Soleil ; dépassant largement la limite d'Oppenheimer-Volkoff (la masse maximum d'une étoile à neutrons, le seul type d'étoile possible pour ce genre de binaire). De ce point de vue, Cygnus X-1 est le premier objet largement accepté en tant que trou noir.

## Système binaire d'objets compacts
Ce système comporte une « étoile compagnon » et un objet compact (naine blanche ; étoile à neutrons ou trou noir formant un « système binaire de haute énergie »). Il se forme selon 2 possibilités : les 2 étoiles se forment au même moment, l'une étant plus massive devient alors  un astre compact ; un objet compact progressant dans l'espace rencontre une autre étoile puis se met en orbite par gravitation.
Lorsque l'étoile compagnon est proche de l'objet compact et est une étoile relativement massive, elle évolue naturellement vers le stade d'étoile géante rouge. Son rayon croît alors de manière incroyable (plus d'un facteur 100), et peut alors absorber l'objet compact : c'est la phase d'évolution avec une enveloppe. Si le système est instable, cette enveloppe est éjectée et on aboutit à une étoile Wolf-Rayet. Si le système est stable, l'objet compact se spirale à l'intérieur du cœur de l'étoile compagnon (les modèles d'évolutions stellaires prévoient alors des objets de Thorne-Żytkow ou une étoile symbiotique).
L'accrétion de matière de l'étoile compagnon initiée par l'objet compact se fait sous forme de sphère ou de disque d'accrétion. L'étoile à neutrons ou le trou noir peuvent provoquer des jets au niveau du disque d'accrétion de l'étoile compagnon : l'étoile binaire forme alors un microquasar (en 2011, une vingtaine sont répertoriés depuis le Système solaire) ou un microblazar (théorique car jamais encore observé).

## Systèmes planétaires autour d'étoiles binaires
Le fait qu'il y ait deux étoiles en orbite l'une autour de l'autre a longtemps fait penser qu'il était peu probable qu'un cortège de planètes réussisse à se maintenir de façon stable en orbite autour du couple stellaire. Néanmoins, plusieurs planètes circumbinaires sont maintenant connues,.

## Exemples
- β Cygni (Albireo)
- α Scorpii (Antarès)
- α Canis Majoris (Sirius)
- GRO J1655-40
- α Crucis (Acrux)
- α2 Canum Venaticorum (Cor Caroli)
- Gliese 623

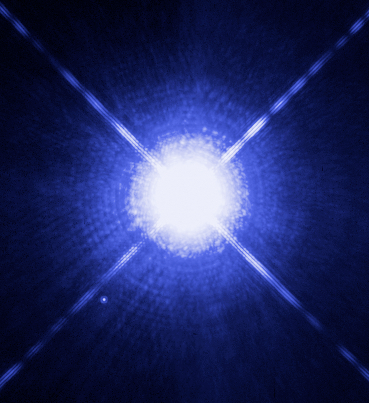
Sirius est un exemple d'étoile binaire.

- MY Camelopardalis  dans la constellation de la Girafe